# Джиллетт, Джен Бевингтон
Джен Бе́вингтон Джилле́тт (англ. Jan Bevington Gillett; 1911—1995) — английский ботаник, специалист по флоре Африки.

## Биография
Родился в Оксфорде 28 мая 1911 года. Мать — ботаник-любитель Маргарет Кларк Джиллетт (1878—1962). Крестник Яна Кристиана Смэтса. Учился в школе Лейтон-Парк в Рединге, уже в 1928 году участвовал в ботанической экспедиции Джона Хатчинсона в Южную Африку. По возвращении некоторое время учил немецкий язык в Мюнхене, в 1929 году вместе с родителями, Смэтсом и Хатчинсоном вновь путешествовал по Южной Африке.
С 1930 по 1934 год учился в Кембриджском университете, который окончил со степенью магистра. В 1932 году участвовал в Пограничной комиссии Британского Сомали — Эфиопии, собрал множество гербарных образцов, составил очерк растительности региона.
С 1937 года был женат на Гертруде Спектор.
В 1941 году был призван в армию, участвовал в битвах при Импхале и Кохиме в Индии.
В 1946 году назначен ботаником Иракского департамента сельского хозяйства. В 1949 году вернулся в Англию, где работал в Кью под руководством Эдгара Милн-Редхеда. В 1952—1953 годах путешествовал по границе Кении и Эфиопии.
В 1964 году Джиллетт был назначен главным ботаником Восточно-Африканского гербария в Найроби, работал в этой должности до 1972 года. Из-за проблем со здоровьем вернулся в Англию в 1984 году.
Скончался 17 марта 1995 года.

## Некоторые публикации
- Gillett, J. B. Indigofera (Microcharis) in tropical Africa. — London, 1958. — 165 p.
- Gillett, J. B. A numbered check-list of trees, shrubs and noteworthy lianes indigenous to Kenya. — Nairobi, 1970. — 67 p.
- Kuchar, P., Gillett, J. B. The Burseraceae (Boswellia, Commiphora) of Somalia, emphasizing the central rangelands. — Mogadishu, 1987. — 121 p.

## Растения, названные именем Дж. Джиллетта
- Aloe gillettii S.Carter, 1994
- Aneilema gillettii Brenan, 1961
- Anthemis gillettii Iranshahr, 1981
- Aspilia gillettii Wild, 1966
- Astragalus gillettii C.C.Towns., 1971
- Cadaba gillettii R.A.Graham, 1962
- Calciphila gillettii Liede & Meve, 2006
- Chascanum gillettii Moldenke, 1939
- Colpodium gillettii Bor, 1963
- Combretum gillettianum Liben, 1965
- Commiphora gillettii Chiov., 1941
- Corchorus gillettii Bari, 1977
- Crotalaria gillettii Polhill, 1982
- Cryptolepis gillettii Hutch. & E.A.Bruce, 1942
- Dicoma gillettii Rodr.Oubiña & S.Ortiz, 1995
- Dioscorea gillettii Milne-Redh., 1963
- Euphorbia gillettii P.R.O.Bally & S.Carter, 1977
- Grewia gillettii Sebsebe & B.Mathew, 1990
- Gyroptera gillettii Botsch., 1975
- Hildegardia gillettii Dorr & L.C.Barnett, 1990
- Krauseola gillettii Turrill, 1955
- Maerua gillettii Kers, 1993
- Monadenium gillettii S.Carter, 1993 — Euphorbia neogillettii Bruyns, 2006
- Phyllanthus gillettianus Jean F.Brunel, 1987
- Plectranthus gillettii J.K.Morton, 1998
- Polygala gillettii Paiva, 1998
- Rytigynia gillettii Tennant, 1965 — Vangueria gillettii (Tennant) Lantz, 2005
- Sclerocarya gillettii Kokwaro, 1980
- Trifolium gillettianum Jacq.-Fél., 1970